# Mokugyo

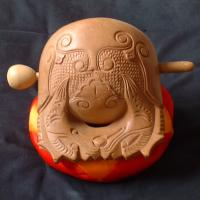
Mokugyo o pez de madera.

Un mokugyo (japonés: 木魚) o pez de madera (chino: 木魚, pinyin: mùyú), (vietnamita: mộc ngư hay mõ), (coreano: moktak, 목탁), (tibetano: ཤིང་ཉ།, : shingnya) a veces denominado bloque chino, es un instrumento musical de percusión fabricado en madera similar a un bloque occidental. 
El mokugyo es utilizado por monjes y laicos en la tradición budista Mahayana. A menudo es utilizado durante rituales que incluyen el recitado de sutras, mantras, u otros textos budistas. El pez de madera es mayormente utilizado en disciplinas budistas en China, Japón, Corea, y otros países del este asiático en los cuales es costumbre la práctica del Mahayana, tal como el recitado en ceremonias de sutras. En la mayoría de las tradiciones budistas Zen/Ch'an, el pez de madera sirve para mantener el ritmo mientras se cantan las sutras. En el budismo de la Tierra Pura se utiliza cuando se canta el nombre de Amitabha.
Los clérigos taoístas han adaptado el pez de madera a sus rituales. 

## Galería

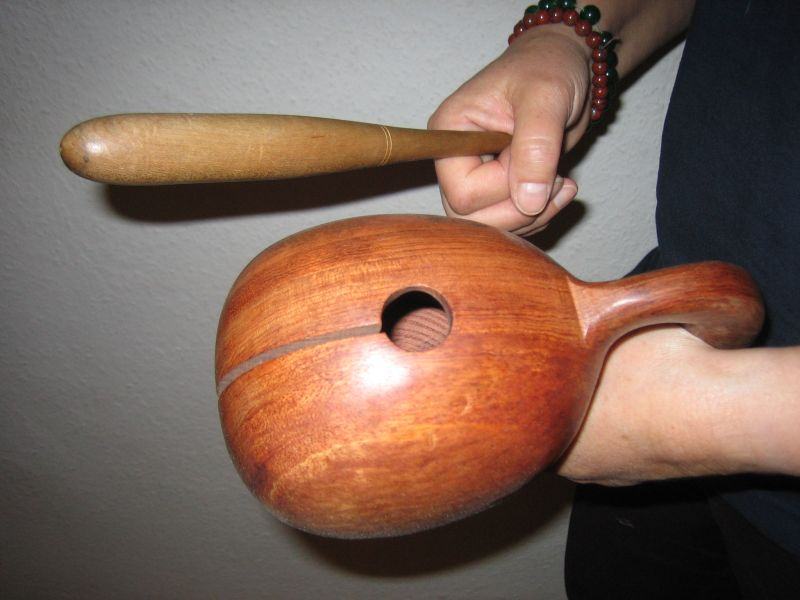
Pez de madera de estilo coreano denominado moktak
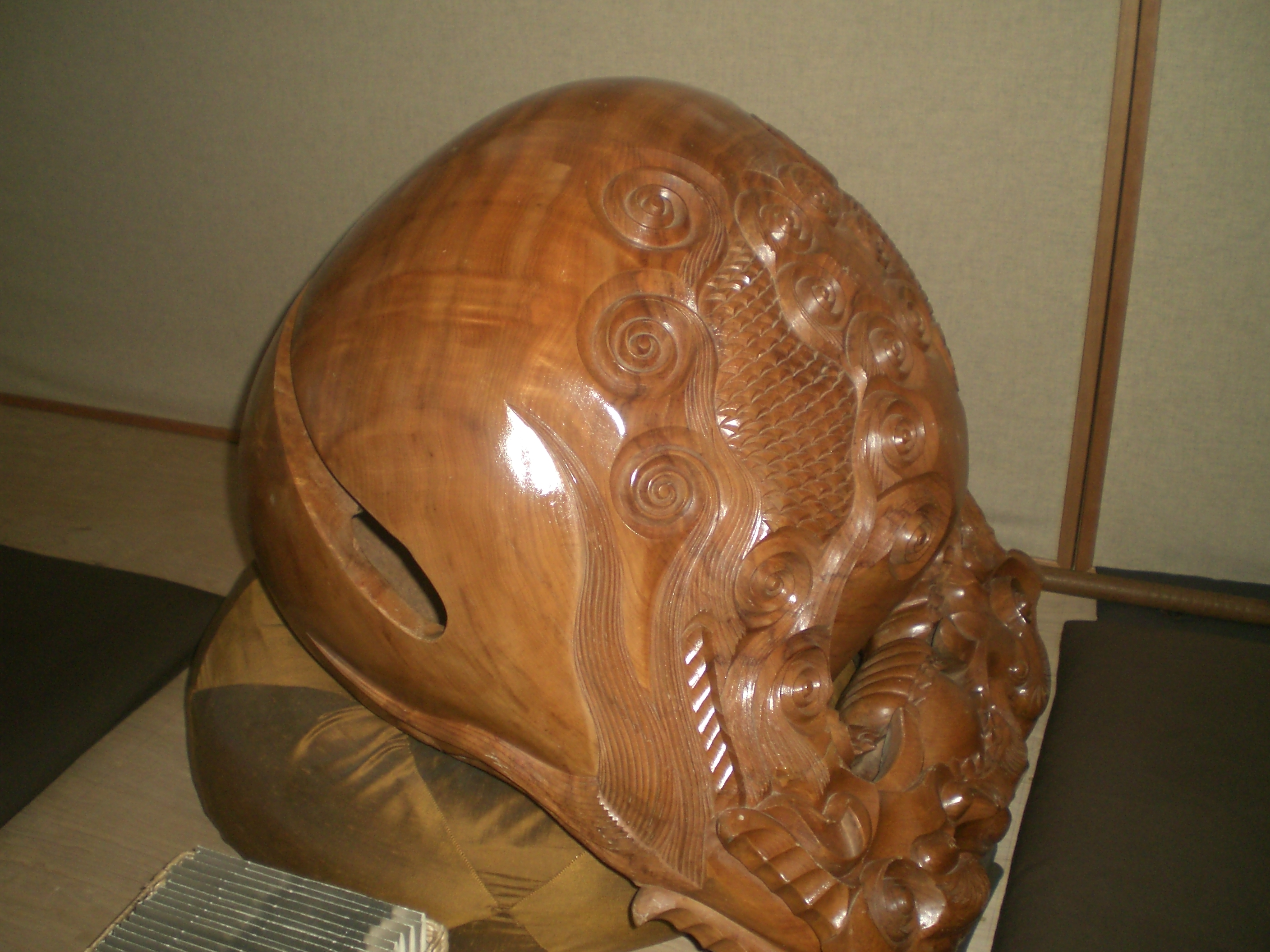
Complejos tallados en la superficie de este Mokugyo, de más de 1 m de largo
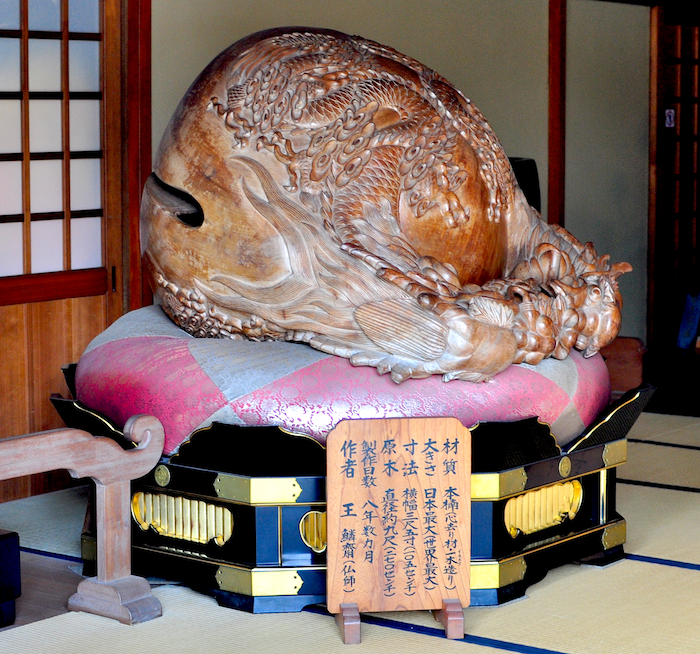
Uno de los mokugyos más grandes del mundo se encuentra en Hasedera, en Kamakura (Japón)